# Saint-Parthem
Saint-Parthem – miejscowość i gmina we Francji, w regionie Oksytania, w departamencie Aveyron. W 2013 roku populacja gminy wynosiła 410 mieszkańców. Przez teren gminy przepływa rzeka Lot. Nazwa miejscowości pochodzi od imienia św. Parteniusza. 